# Langdon (Nou Hampshire)
Langdon és una població dels Estats Units a l'estat de Nou Hampshire. Segons el cens del 2000 tenia 586 habitants.

## Demografia
Segons el cens del 2000, Langdon tenia 586 habitants, 237 habitatges, i 174 famílies. La densitat de població era de 13,9 habitants per km².
Dels 237 habitatges en un 29,5% hi vivien nens de menys de 18 anys, en un 65,4% hi vivien parelles casades, en un 5,5% dones solteres, i en un 26,2% no eren unitats familiars. En el 21,1% dels habitatges hi vivien persones soles el 8,4% de les quals corresponia a persones de 65 anys o més que vivien soles. El nombre mitjà de persones vivint en cada habitatge era de 2,47 i el nombre mitjà de persones que vivien en cada família era de 2,85.
Per edats la població es repartia de la següent manera: un 21,3% tenia menys de 18 anys, un 5,3% entre 18 i 24, un 30,2% entre 25 i 44, un 31,2% de 45 a 60 i un 11,9% 65 anys o més.
L'edat mediana era de 41 anys. Per cada 100 dones de 18 o més anys hi havia 105,8 homes.
La renda mediana per habitatge era de 42.083$ i la renda mediana per família de 43.125$. Els homes tenien una renda mediana de 33.750$ mentre que les dones 24.444$. La renda per capita de la població era de 24.572$. Entorn del 3,3% de les famílies i el 3,8% de la població estaven per davall del llindar de pobresa.